# Отис, Джонни
Джо́нни О́тис (англ. Johnny Otis, имя при рождении Иоа́ннис Алекса́ндр Велио́тис, англ. Ioannis Alexandres Veliotes) — американский музыкант, руководитель оркестра, прозванный «крёстным отцом ритм-н-блюза». За свои достижения в качестве продюсера, сочинителя песен и открывшего многих звёзд «охотника за талантами» был в 1994 году как «неисполнитель» принят в Зал славы рок-н-ролла. Кроме того, ещё с середины 1940-х годов он записывался со своим ритм-н-блюзовым оркестром, выпустив в свет такие ставшие теперь классическими вещи, как «Double Crossing Blues» (9 недель на первом месте R&B чарта «Билборда»), «Mistrusting Blues», «Barrelhouse Boogie» и «Rockin’ Blues».
Песня «Willie and the Hand Jive» в исполнении Джонни Отиса входит в составленный Залом славы рок-н-ролла список 500 Songs That Shaped Rock and Roll.
Родился в семье греческих иммигрантов. Приходился братом дипломату Нику Велиотису.